# Église catholique en Égypte

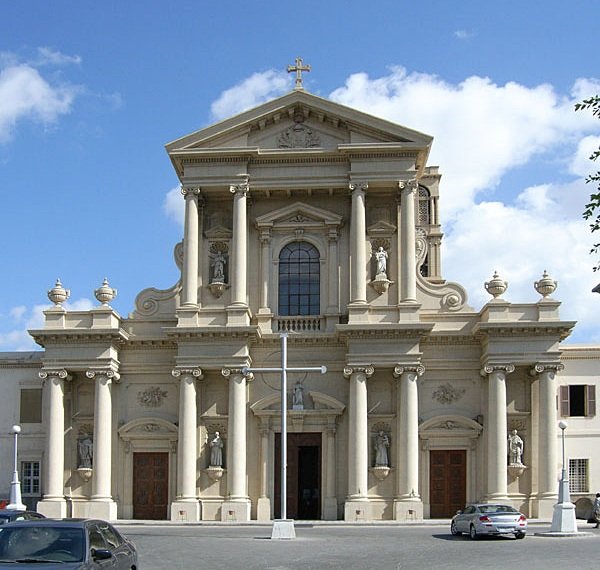
Cathédrale Sainte-Catherine d'Alexandrie à Alexandrie, siège du Vicariat apostolique d'Alexandrie d'Égypte.

L'Église catholique en Égypte est composée localement des Églises de rites copte, byzantin, syrien, chaldéen, arménien, maronite et romain.

## Diocèses
- Éparchie patriarcale d'Alexandrie (copte)
- Archidiocèse d'Alexandrie (melchite)
- Vicariat apostolique d'Alexandrie d'Égypte (catholique romain)
- Éparchie d'Assiut (copte)
- Éparchie de Guizeh (copte)
- Éparchie d'Iskanderiya  (arménienne)
- Éparchie d'Ismayliah (copte)
- Éparchie du Caire (chaldéenne)
- Éparchie du Caire (maronite)
- Éparchie du Caire (syrienne)
- Éparchie de Luqsor (copte)
- Éparchie de Minya (copte)
- Éparchie de Sohag (copte)

## Anciens diocèses
- Vicariat apostolique de Port-Saïd (catholique romain)
- Vicariat apostolique d'Héliopolis d'Égypte (catholique romain)

## Source
- Catholic-Hierarchy.org